# 志村玲子
志村 玲子（しむら れいこ、1971年3月24日 - ）は、日本のAV女優。大阪府出身。熟女・人妻ものを中心に出演。

## 略歴
- 2006年に熟女系女優としてAVデビュー。
- 2008年8月に一度AV女優を引退したが、翌年に復帰した。

## 出演作
2006年
- オカンとしてもうた!　志村玲子（10月19日、タカラ映像）
- 息子愛 近親相姦 母と息子の禁断の中出し　志村玲子 三十八歳（11月16日、タカラ映像）
- 近親相姦 愛欲の母と子　志村玲子（12月7日、タカラ映像）
- 近親相姦母子熱愛 中出し　志村玲子（12月14日、センタービレッジ）
- 人妻絶対服従イラマチオ　志村玲子（12月15日、ドリームステージ）
- 近親相姦 母のお尻　志村玲子38歳（12月16日、ルビー）
- 美熟女オナニー30人4時間スペシャル 1（12月20日、ドリームステージ）
- コレが本当の熟女中出しナンパ IN 西新宿（12月20日、ドリームステージ）
- 綺麗な独身熟女に中出ししてみました 3　志村玲子（12月22日、Nadeshiko）

2007年
- 独占!人の妻ワイドスペシャル 夫なんか知らなくていい本当の私（1月11日、アテナ映像）
- ザ・タブー家族 義母がすけべで身がもたない 15　志村玲子（1月12日、東京音光）
- 近親相姦 志村家の乱　志村玲子（1月18日、タカラ映像）
- TOKYO CELEB Vol.1　志村玲子（1月26日、Nadeshiko）
- 熟女の手ほどき　志村玲子（2月15日、センタービレッジ）
- 【母子相姦外伝】友達のお母さん　志村玲子38歳（2月17日、ルビー）
- 熟れた友達のお母さんを犯しまくりたい。　志村玲子（2月19日、ドグマ）
- 熟女万引き折檻 3（2月20日、ネクストイレブン）
- 熟女ヒロイン討伐 VOL.02 （2月23日、GIGA）
- 中出しソープ 麗しの熟女湯屋　志村玲子（3月7日、グローバルメディアエンタテインメント）
- かまきり貴婦人　志村玲子（3月10日、AVS）
- 恩師の妻　志村玲子（3月16日、グラフィティジャパン）共演:ミュウ
- 下着泥棒豪痴女折檻（3月20日、ネクストイレブン）
- えぇとこの奥さん発情日記（3月20日、ネクストイレブン）
- 【近親相姦】 許されざる愛欲　志村玲子 38歳（3月24日、ラハイナ東海）
- 兄貴の嫁さん　志村玲子（3月29日、センタービレッジ）
- 新・母子相姦遊戯 母と娘 #5（4月4日、グローバルメディアエンタテインメント）共演:朝霧なつこ、平川奈美
- 素顔の志村玲子（4月5日、リッチジャパン）
- 近親相姦家族 カズの家 5（4月6日、U&K）
- 美熟女レズ温泉 其ノ弐（4月6日、映天）共演:南原香織
- 親友の母　志村玲子（4月17日、グラフィティジャパン）共演:倖田李梨
- 人妻官能劇場 寝取られた美人妻　志村玲子36歳（4月19日、ヒビノ）
- 青い体験 筆下ろしは親子どんぶり　志村玲子 竹下あや（4月20日、日本メディアサプライ）共演:竹下あや
- 川崎軍二シリーズ 色情 春の宿（4月24日、グラフィティジャパン）共演:風間百合恵
- 志村玲子でござひます 4時間（5月4日、タカラ映像）
- 超グラマラスなボディコン熟女　志村玲子（5月10日、AVS）
- 義母相姦 誘惑する巨乳義母　志村玲子（5月12日、隼エージェンシー）
- 熟れ濡れ奥様の発情生中出し（5月20日、ネクストイレブン）オムニバス作品
- ど淫乱熟女の肉棒遊戯（5月20日、ネクストイレブン）オムニバス作品
- 未亡人変態同性愛地獄、そして汁 近親エロレズ（5月25日、レイディックス）共演:春うらら
- レディコミ動画 主婦の性活 嫁姑　志村玲子（5月25日、レイディックス）共演:倖田李梨
- 生徒と女塾教師の蒼い関係（5月25日、ホットエンターテイメント）オムニバス作品
- 新妻奴隷　志村玲子（5月25日、マドンナ）
- 隣人の妻 8　志村玲子36歳 豊満美熟女篇（5月26日、ルビー）
- ばついち 13（5月30日、クリスタル映像）オムニバス作品
- 美熟女回想　過去にあった性的暴露のショートストーリー　志村玲子（6月12日、リッチジャパン）
- 「熟女の口はもっと嘘をつく。」 熟雌女anthology ＃022　志村玲子（6月15日、アウダースジャパン）
- 人妻デリバリー 8（6月15日、クリスタル映像）オムニバス作品
- 巨乳義母生中出し 2（6月15日、TMA）
- 抜きまくる人妻たち vol.2 美しい人妻30人のフェラ&手こき（6月19日、BRAVO）
- 団地妻　翔田千里 志村玲子（6月23日、グラフィティジャパン）共演:翔田千里
- くねる熟女と密室デート10　玲子35才（7月4日、AVS）
- 闇の中のおんな　志村玲子（7月4日、AVS）
- 近親相愛 二重旅行 3（7月4日、東京音光）
- 近親相姦家族 カズの家 『バイト先のユニフォームを着た妹と。』（7月13日、U&K）共演:小笠原咲
- 友人の母　志村玲子（7月13日、溜池ゴロー）
- 美熟女競水遊戯 vol.3　志村玲子（7月20日、映天）
- TRiNiTY　志村玲子（7月25日、ホットエンターテイメント）
- となりの奥さん　志村玲子（7月25日、マドンナ）
- 近親相姦ドキュメント 実録母子愛6（7月28日、ルビー）
- 接吻の輪舞曲　風間ゆみ＆志村玲子（8月1日、AVS）共演:風間ゆみ
- 熟女の猥褻密着黒タイツ　志村玲子（8月1日、AVS）
- スワッピング調教奴隷（8月4日、WOMAN）共演:高坂レイ
- フェロモンマダム vol.1（8月7日、桃太郎映像出版）共演:翔田千里
- 人妻萌えレオタード　志村玲子（8月13日、マルクス兄弟）
- 逆ナン大阪マダム　志村玲子（8月17日、Nadeshiko）
- 股間の切れ込みVサイン! 真夏のママさんバレー（8月25日、マドンナ）共演:高倉梨奈、天霧真世、間宮いずみ、坂本梨沙、葉月樹里
- 熟尻パンストエロティズム　志村玲子【三十六歳】（9月7日、映天）
- DESIRE IN THE DARK　サディスティックヒロイン（9月14日、GIGA ）共演:平松アンリ
- 性欲を我慢できない熟女たち 強姦して!　志村玲子 結衣（9月25日、FAプロ）共演:結衣
- 妖艶おんな愛戯 溢れる花蜜の誘い（9月25日、マドンナ）共演:宮崎彩香、白鳥美鈴
- 昼間に自宅で監禁されて…　志村玲子（10月5日、ドリームチケット）
- 平成ハメ時熟女　玲子（10月5日、映天）
- 塀の中の懲りない熟女たち 熟女専門マドンナ刑務所（10月25日、マドンナ）共演:風間ゆみ、桐島千沙、あらきれいこ、秋月彩乃、卯月杏
- 近親相姦欲情温泉 其ノ弐（10月26日、映天）
- 挿入哀歌 人妻熟女物語（10月27日、ルビー）
- 親子輪姦 家族たらい回し 中出し20連発　志村玲子 長谷川さやか（11月8日、アイエナジー）共演:長谷川さやか
- 完熟Cream　志村玲子（11月13日、ミル）
- 近●相姦 義母の誘惑 3　志村玲子（11月16日、Nadeshiko）
- 女性専門 美熟女エステサロン（11月16日、映天）共演:常盤みちる
- 熟女の手ほどき（11月19日、グラフィティジャパン）
- 彼女の母 青い体験（11月21日、ビーエムドットスリー）共演:竹下あや
- マドンナ愛欲劇場 欲情三姉妹の秘め事（11月25日、マドンナ）共演:五十川みどり、村上美咲
- 背徳愉悦 近親相姦　志村玲子（12月7日、桃太郎映像出版）
- 母さんとしたい！　志村玲子（12月7日、マドンナ）
- 義母輪姦 同級生のお母さん（12月7日、J.V.D）共演:竹下あや、白坂百合、滝橋賢也、宮崎太陽、村木卓
- ◆丘の上の貴腐人シリーズ其の参◆ 下品なおねだり…　志村玲子（12月7日、映天）
- 義母相姦 W義母（12月14日、ビッグモーカル）
- 熟女のオナニー 熟女26人の生・本気オナニー（12月21日、なでしこ）
- 豊乳美熟女 最高の筆おろし!12（12月25日、マドンナ）共演:風間百合恵

2008年
- チン棒舐めまくり淫口熟女（1月7日、マドンナ）共演:山本ちづこ、白澤フタバ、藤木佐和子、坂菜摘、三木藤乃、風間ゆみ、高倉梨奈、近藤清美
- 義母奴隷　志村玲子（1月13日、溜池ゴロー）
- 接吻浮気大戦（1月17日、ディープス）共演:伊吹りこ、堀口奈津美
- 熟女ヒロイン 16（1月25日、GIGA）
- 熟女も濡れる乱交の宿 ～マドンナファンの集い 美熟女と行く混浴温泉バスツアー3～（1月25日、マドンナ）共演:三木藤乃、林田聡美、青井マリ、愛川咲樹、流川純、愛樹るい、あずま樹、天海ゆり、松浦ユキ、朝霧なつこ、椿美羚、中村綾乃、湯沢多喜子
- 超豪華有名女優未公開映像とってもスケベなフェラッ娘たち 淫乱お口編（1月19日、桃太郎映像出版）オムニバス作品
- Smoking Girls（2月8日、TMA）
- お掃除おばさん　志村玲子（2月13日、溜池ゴロー）
- 熟女社員生中出し（2月15日、TMA）共演:青井マリ
- 熟女達の秘めたる楽しみ フィーリングレズビアン3（2月18日、グラフィティジャパン）共演:野宮凛子、白鳥美鈴、山口かすみ
- 熟女が悶える淫行の宿 ～もう一つの混浴温泉バスツアー 3（2月25日、マドンナ）共演:椿美羚、あずま樹、愛川咲樹、三木藤乃、青井マリ、天海ゆり、朝霧なつこ、松浦ユキ、愛樹るい、流川純、中村綾乃、湯沢多喜子、林田聡美
- 美熟女、黒人と犯ル　志村玲子（3月1日、ANIMALIJO）
- こだわりの手コキ 人妻編（3月8日、隼エージェンシー）
- 美熟女画報　志村玲子（3月13日、溜池ゴロー）
- 熟女競泳水着マニア（3月21日、GLAY'z）
- 美熟妻たちの情事（3月21日、Nadeshiko）
- 近親相姦 母子偏愛　志村玲子（3月25日、マドンナ）
- 恩師の妻（4月18日、グラフィティジャパン）
- 美肉悶絶中出し妻　 志村玲子（4月18日、U&K）
- 熟女犬レイコ　志村玲子（5月1日、溜池ゴロー）
- 悶絶美熟女の卑猥な日常 スポーツメーカーの派遣社員、玲子の場合　志村玲子（5月7日、マドンナ）
- 美熟女の友人　志村玲子（5月13日、溜池ゴロー）
- 男を誘ういい女 色まみれの近親夜話し　志村玲子 春川はるな（5月13日、FAプロ）
- ノルマ達成の為なら肉体営業も辞さないトップセールスレディの実態（5月16日、マキシング）
- 熟女が過去に体験したショートストーリー集（5月16日、リッチジャパン）
- 熟女の熟脚　志村玲子（5月16日、心交社）
- Lの新世界（5月25日、グラフィティジャパン）共演:真田ゆかり、滝澤クリスタル、友田真希、真崎ゆかり、渥美イオン、西山優子
- 人妻オナニーMUSEUM4時間（6月1日、NIRVANA）
- 近親相姦 正妻巨乳母の息子への異常愛、サディスティックな愛人、禁断性欲の館（6月5日、グローリークエスト）共演:北原夏美
- 志村玲子 総集編 4時間（6月6日、マドンナ）
- 夫の寝ている横で息子にイカされる母 其の二（6月20日、スターパラダイス）
- 熟女競泳水着オナニー（6月20日、スターパラダイス）
- 巨乳素人奥様の悶絶セックス記録（7月20日、スターパラダイス）
- 集団熟女に囲まれシゴかれボク大量発射!!（7月20日、スターパラダイス）
- エロい美熟女の巨尻誘惑　志村玲子（7月25日、マドンナ）
- 美乳美熟女 Lの新世界（7月25日、グラフィティジャパン）共演:風間ゆみ、花野真衣、倖田李梨、竹田千恵、菊川麻里
- アナル奴隷夫人 ～尻穴輪姦・生中出し～（8月7日、マドンナ）
- 嫁vs姑バトル　志村玲子 しいないおり（9月16日、大洋図書）共演:しいないおり
- 巨乳限定!!団地妻痴漢生中出し（9月20日、スターパラダイス）
- 女装子レズ 5（9月25日、レイディックス）共演:根本恵津子
- 強制レイプマニアックス 17（9月26日、メディアバンク）
- 手コキュ～ト STYLE.1（10月10日、U&K）
- 近親相姦 母子快楽地獄（10月24日、YSO）
- 月刊熟女秘宝館 性欲満開騎乗な奥様 淫語連発腰フリ天国（12月15日、NEXT GROUP）

2009年
- 近親相愛～たびじ～ この時を待っていた義母（1月9日、東京音光）
- 完熟Cream Collection（1月19日、ミル）
- 美熟女ソープ壺姫御殿 総集編4時間（2月7日、マドンナ）
- 友人の母4時間（3月1日、溜池ゴロー）
- 友達のお母さん 4時間スペシャルセレクション VOL.2（3月7日、ルビー）
- 月刊熟女秘宝館 特選！！熟汁満開！熟れ濡れマダム大集合！（3月15日、NEXT GROUP）
- 人妻妖艶妄想 エロ妄想に耽る人妻 4時間総集編（3月17日、ソルトペッパー）
- 近親相姦 変態母さんに濃厚中出し 22人4時間（3月19日、ダイナマイトエンタープライズ）
- 熟女レズ交尾（4月8日、グローバルメディア）
- ペニバン夫人 男狩り　志村玲子 澤よし乃（5月1日、AVS）
- 奥さん、そんなに反応したら、和姦になっちゃうよ 巨乳人妻×白昼堂々×強姦悦楽 4時間（5月15日、ドリームチケット）
- 近親相姦美熟女セレクション Vol.12（6月26日、Yellow Duck）
- 肉弾爆尻（7月9日、センタービレッジ）
- 妻のマ○コ嗅いでおかんのマ○コにぶっ込む！ 22人4時間（7月19日、ダイナマイトエンタープライズ）
- おふくろのフェラチオ 50人（8月7日、桃太郎映像出版）
- 熟女30人淫舌集（8月10日、グローバルメディアエンタテインメント）
- 熟れた女の不倫レズ旅行（8月17日、トップマーシャル）
- 垂れ乳熟女15人大集合4時間（8月25日、マドンナ）
- 熟雌女anthology special#015「大御所の口はもっと嘘をつく。」（9月4日、アウダースジャパン）
- 月刊近親相姦大全集 第十九巻（9月15日、NEXT GROUP）
- 月刊熟女秘宝館 熟汁溢れる熱帯夜（9月20日、NEXT GROUP）
- 中出しお義母さんが教えてあげる BEST4時間 2（9月25日、ビッグモーカル）
- 愛しき母 4時間（10月16日、ラフィティジャパン）
- 月刊熟女秘宝館 悶絶熟肉絵巻（10月20日、NEXT GROUP）
- 華麗なる熟女レズの世界4時間（11月7日、マドンナ）
- むちむち熟女妄想 ～女社長の特権～　志村玲子（12月3日、タカラ映像）
- 禁断の義母と息子3時間スペシャル 6（12月11日、東京音光）
- 熟女中出し大全　第九巻（12月20日、NEXT GROUP）

2010年
- 志村！！うしろ！！志村玲子（1月2日、タカラ映像）
- ノンストップ 潮吹き 300リットル（1月7日、桃太郎映像出版）
- お掃除おばさん8時間 ［羞恥・凌辱編］（1月13日、溜池ゴロー）
- 近親相姦 豊満母さん肉棒狂い　志村玲子（1月14日、センタービレッジ）
- 妻美喰い　志村玲子（1月29日、UGANDA）
- 家族の肖像 変態一家の生贄！！（1月29日、ビーエムドットスリー）
- 近親相姦 幻母 INCEST 私は息子の肉便器　志村玲子（2月1日、VENUS）
- 志村玲子vs桐島千沙 逆ナンパ指令！！（2月4日、センタービレッジ）共演:樋口冴子
- 志村婦長のお尻の件で。　志村玲子（2月18日、タカラ映像）
- 熟女百景 【上巻】 艶やかな咆哮エロス（2月20日、レイディックス）
- 働くおばちゃんに突撃手コキ交渉！！（2月20日、NEXT GROUP）
- 豊満熟女の肉感オイルマッサージ店！！（2月20日、NEXT GROUP）
- 朝起きたら母ちゃんが入れてた。そして僕は気持ちよかった。 22人4時間（3月19日、ダイナマイトエンタープライズ）
- お母さん派遣センター 荻窪店　志村玲子（3月19日、妄想族）
- 古今東西 有名熟女 淫らスペシャル（3月20日、現映社）
- 熟母の告白 ～息子に溺れていった女～　志村玲子（3月25日、マドンナ）
- 義理の母4時間スペシャル　3（3月25日、サイドビー）
- たびじ 母と子　志村玲子（4月16日、タカラ映像）
- 騎乗位がやめられなくて…　志村玲子（4月25日、マドンナ）
- 熟女達のエロスの館（4月27日、Yellow Duck）
- ふけ顔女子校生　志村玲子 18歳（4月25日、Fantasista）
- 志村玲子大全集（4月29日、センタービレッジ）
- 特殊浴場の母　志村玲子（5月6日、タカラ映像）
- 背徳の巨乳義母 性欲に支配された家族の肖像（5月31日、コンマビジョン）共演:天海ゆり
- 熟女逆ナンパDX（7月22日、センタービレッジ）
- 帰ってきた！！すべらない熟女 part2 4時間（8月5日、タカラ映像）
- 禁断の愛 母と息子の狂おしき情事4時間（8月7日、マドンナ）
- ママが優しく手ほどき 近親相姦（9月7日、桃太郎映像出版）
- 団地妻DX 30人8時間（9月18日、グラフィティジャパン）
- たびじ 温泉旅情絵巻（10月7日、タカラ映像）
- 近親相姦 お母さんのどす黒いアソコに中出し30人（10月7日、Pile Driver）
- 志村玲子でござひます。2　4時間（10月7日、タカラ映像）
- 近親相姦 母の性欲乱舞 30人4時間（10月28日、Yellow Duck）
- 生理が上がったおばさんたち（11月13日、Pile Driver）
- 近親相姦　痴母とデカマラ息子の母子交尾 4時間（11月25日、YSO）
- お母さんのた～っぷり授乳手コキ総集編4時間50人（12月10日、eX）
- お母さん2010年版上半期ベスト4時間（12月19日、妄想族）

2011年
- フェラをしたがる母親達4時間 2（1月1日、妄想族）
- 30人のとなりの奥さん12時間（1月7日、マドンナ）
- ノンストップ 潮吹き 400リットル（1月7日、桃太郎映像出版）
- 友の母DX 30人 8時間（1月18日、グラフィティジャパン）
- 極上近親相姦Part.2　50人8時間2枚組　母ちゃんの乳と尻がそそるのでむしゃぶりついたら歓んだ！（1月19日、ダイナマイトエンタープライズ）
- 美熟女50人の豪快潮吹き8時間（1月25日、マドンナ）
- 溜池ゴロー五周年記念 熟女犬 8時間 SPECIAL COMPLETE BEST（2月13日、溜池ゴロー）
- 熟女妖艶妄想快楽的性行為（3月25日、ストロベリー）
- 母と入浴 お母さんといっしょ 3 （4月16日、eX）
- 古今東西 ど淫乱美 熟女Best22 4時間（4月20日、現映社）
- 熟れた女のおさねが匂う（4月21日、大洋図書）
- 溜池ゴロー五周年記念 美熟女画報 SPECIAL COMPLETE BOX 4枚組16時間（5月13日、溜池ゴロー）
- まぁ、いやらしい…お母さんの至極の手コキ 4時間（6月19日、ABC/妄想族）
- 湯けむり近親相姦 母子入浴交尾　志村玲子（7月19日、VENUS）
- 優しい四十路の熟女　志村玲子DX（7月20日、ルビー）
- 爆尻妻　志村玲子（7月21日、センタービレッジ）
- 18人のアナル奴隷夫人16時間（7月25日、マドンナ）
- 絶頂アクメ！熟マンクンニ120連発4時間（8月7日、マドンナ）
- 爆乳ママと近親相姦 20人4時間（8月13日、マルクス兄弟）
- 大人になったらセンタービレッジ。 華麗なる熟女の絶頂中出し交尾 熟女人妻最強ベスト20人4時間（9月15日、センタービレッジ）
- 超極上近親相姦 我が家の台所事情 淫臭漂う我が家のキッチン 40人8時間（9月19日、ダイナマイトエンタープライズ）
- 嗚呼、お義母さん（9月16日、980グレイズ）
- ウルトラマニアックス ファンタジスタ変態問題作品集（9月25日、Fantasista）
- 普通のオナニーじゃ満足出来ない変態ドS女達のマニアックスオナニー（11月25日、AFRO FILM）
- 熟女100人10年史8時間（12月15日、グラフィティジャパン）
- 淫乱美熟女の濡れそぼる裸体 4時間（12月16日、スターゲート）
- 近所の主婦たちが本当にしたかったSEX10連発！レ●プ・アナルFUCK・童貞筆おろし！（12月24日、パラダイスTV）

2012年
- もの凄い巨尻美熟女40人の馬乗りファック8時間（1月7日、マドンナ）
- 義母・ザ・ベスト 4時間980（1月20日、エクストリージョン）
- 爆尻妻DX ②（1月26日、センタービレッジ）
- 汗だく汁だく 発情母の本気セックス（3月1日、センタービレッジ）
- ばついち熟女50人 8時間DX（3月16日、クリスタル映像）
- 超極上近親相姦 母さんの大きなおしり 40人8時間（3月19日、ダイナマイトエンタープライズ）
- 発情団地妻 完全盤 6枚組（4月20日、スターパラダイス）
- ワンズファクトリーマニアコレクション 近親相BEST（5月1日、ワンズファクトリー）
- 義弟を狂わせる30人の兄嫁8時間（5月7日、マドンナ）
- 熟匠 熟女の凄技 13人（5月7日、桃太郎映像出版）
- 妖艶な色香で挑発…むちむち爆尻お母さん（5月31日、センタービレッジ）
- 10人の母の告白 ～息子に溺れていった女達～ 総集編8時間（6月7日、マドンナ）
- 官能熟女絵巻 完全盤6枚組（6月20日、スターパラダイス）
- 絶頂アクメ！！べろべろまん舐め100連発（6月21日、センタービレッジ）
- 治まらない性欲！実録！思わず2回発射しちゃうくらい気持ちいいSEX特集！！（6月22日、ボリューミー）
- マドンナDVD売り上げランキングTOP50～熟女の王道・近親相姦編～（7月7日、マドンナ）
- 特選！感度の良い巨乳だけ集めたボインボイン傑作集8時間！（7月25日、Fantasista）
- もの凄い巨尻美熟女40人を後ろから犯す8時間（7月25日、マドンナ）
- 美しすぎる熟女の絶頂イカセ 潮吹き 8時間（8月7日、マドンナ）
- 【AV30】今でも見たい熟女から旬な熟女まで総まとめ！ BEST HIT 熟女（8月13日、溜池ゴロー）
- 巨乳人妻デリバリー 8時間50連発！！（9月7日、クリスタル映像）
- 四十路五十路集 お口と手コキで抜いてあげる 4時間（10月1日、ABC/妄想族）
- 近親相姦 13人 ムチムチ・ママの太腿と巨乳 背徳の母 4時間（10月7日、桃太郎映像出版）
- マドンナ厳選女優のイク瞬間109連発 8時間（10月25日、マドンナ）
- 息子の友達のチ○ポでイキまくる母 8時間（11月25日、マドンナ）
- 母相姦 麗夫人とご子息が奏でる近親相姦の調べ（12月1日、Mellow Moon）

2013年
- Fitch 有名アダルトサイトユーザーレビュー高評価BEST 50タイトル8時間（1月1日、Fitch）
- 極上近親相姦 母子混浴 母さんの濡れた陰毛 40人8時間（1月19日、ダイナマイトエンタープライズ）
- 彼女の母 「青い体験」「続・青い体験」（1月25日 Mellow Moon）]
- 家族が家族を犯す瞬間 背徳の家族交尾…禁断の血縁と肉縁！ 血の繋がり、そして性殖器の繋がり！！（2月19日、エマニエル）
- ムッチリBODYで男を惑わす肉感痴女36人8時間（2月1日、Fitch）
- 近親相姦傑作集　オナニーよりも気持ちがいいと中に出す 息子は鬼なり 我も鬼なり（3月21日、ルビー）
- 近親相姦お母さん 50人8時間（3月25日、マルクス兄弟）
- 渡辺琢斗大図鑑 8時間 Premium Best（5月25日、AVS collector’s）
- 母突き！！ 44人 ～大きくなった息子の背徳ピストン～（6月7日、桃太郎映像出版）
- デカチン放浪記　志村玲子（6月11日、熟女倶楽部）
- 湯けむり近親相姦 母子入浴交尾 総集編 ② 4時間（6月19日、VENUS）
- 卑猥な肉感パンストコレクション（7月1日、Fitch）
- 変なおばさん　志村玲子（8月22日、タカラ映像）
- 解禁！中出し爆乳　志村玲子（8月25日、Mellow Moon）
- 熟乱交57人 淫らな美熟女たちの激しい乱交はドいやらしい（9月7日、桃太郎映像出版）
- 巨乳な義母と嫁と近親相姦（9月12日、ルビー）
- 美熟女のヒクヒクするアナル丸見えSEX 40人8時間（10月7日、マドンナ）
- ばついち熟女 8時間100連発！！（10月18日、クリスタル映像）
- 舐めまくり！！抜きまくり！！熟女のフェラ＆手コキ 8時間48人（10月20日、スターパラダイス）
- たびじ 大阪のおかん　志村玲子（10月24日、タカラ映像）
- 熟女自慰図鑑（11月21日、ルビー）
- 魅惑のグラマラスランジェリーCollection（12月1日、Fitch）
- Madonna10周年記念　激しく求め合う母子の近親相姦50組8時間（12月7日、マドンナ）
- おしっこだらけの放尿ガールズ 5時間 愛蔵版（12月16日、スターゲート）
- ド淫乱美熟女たちの過激セックス事情！（12月19日、エマニエル）

2014年
- 母さんの姫初め　志村玲子（1月9日、タカラ映像）
- 近親相姦 息子にイカされた義母達DX 8時間（1月25日、スターパラダイス）
- 熟女ソープ壺姫御殿 ぬるぬるマットプレイBEST 27タイトル8時間（1月25日、マドンナ）
- 爆尻妻 SUPER DX 20タイトル8時間（2月20日、センタービレッジ）
- 奥さん、そんな反応したら、和姦になっちゃうよ 第2章 4時間（3月7日、ドリームチケット）
- 熟ズッポシ！ ～絶叫！快楽奥さん～ 30人（3月7日、桃太郎映像出版）
- 母と息子の近親相姦 88人のママ12時間（4月25日、マルクス兄弟）
- 熟尻母30尻［ケツ］4時間30人（5月8日、ルビー）
- 完全版 志村玲子でござひます。（5月8日、タカラ映像）
- THE・熟女MIX100人8時間（7月11日、ケイエムプロデュース）
- 渡辺琢斗大図鑑 8時間 Premium Best 4（8月13日、AVS collector’s）
- 母親近親相姦レイプ大全集 8時間（10月10日、TMA）
- 美熟女の自慰行為でのイキ顔傑作選（11月1日、ABC/妄想族）
- 肉の渓谷に挟まれる！怒涛の尻コキBEST4時間（11月1日、Fitch）
- お母さんが教えてア・ゲ・ル！（11月7日、桃太郎映像出版）
- たびじ 旅情の果てに 上巻 8時間（11月27日、タカラ映像）
- クセになりそうなローションまみれの淫乱3P　志村玲子 43歳（12月2日、パコパコママ）
- おふくろのフェラチオ 4時間 50人（12月7日、桃太郎映像出版）

2015年
- エロい美熟女の巨尻誘惑　全作品集16時間（1月1日、Fitch）
- 永久保存版NEXTGROUP総決算スペシャルBOX まるごと人妻熟女ナンパプレミアム24時間 完全盤6枚組（1月20日、スターパラダイス）
- SEXが大好き過ぎて淫乱な雰囲気ただよう ドスケベ熟女16時間（2月19日、ROOKIE）
- 義母叔母寝取り 完全盤6枚組（3月25日、スターパラダイス）
- ほとばしる聖水！！おしっこコレクション5時間（4月16日、MAXING）
- 熟女100人8時間 PART2（4月23日、ルビー）
- 往年の熟女たちの淫らな性交 16時間（6月19日、ROOKIE）
- 熟女レズビアン 官能ドラマ集5編×4時間×計21人（7月24日、なでしこ）
- 裏ビーバップみのる ベスト　輪姦・中出し・浣腸・イラマチオ・アナル・ぶっかけ・飲尿（10月19日、ドグマ）
- 舐めたい！嗅ぎたい！埋もれたい！助平尻（エロじり）大全集　30人8時間（11月5日、センタービレッジ）

2016年
- 絶頂！！極淫ピストン全開！！どスケベ熟女 ディルドオナニーDX 240分（2月20日、スターパラダイス）
- 熟女レズビアン 官能ドラマ集4編×4時間×計14人 第三章（4月8日、なでしこ）
- デカ尻バゴォォーン！！おっぱいだけでなくお尻も最高のS級熟女 20人4時間（7月7日、VENUS）
- 昭和官能劇場 愛欲の湯宿篇（8月26日、なでしこ）
- 熟女のオナニー100人 8時間2枚組（10月1日、エマニエル）
- 引き返せない けどやめられない 母子相姦21人 8時間（10月20日、スターパラダイス）
- GOLDスプラッシュ！102人の大決壊潮吹き！1000リットル大放出（11月7日、桃太郎映像出版）
- こんなおばさんで良かったら中出ししてください（12月20日、スターパラダイス）

2017年
- こんな醜いカラダでも… 13話　8時間（1月20日、スターパラダイス）
- ドロドロ母子の近親相姦　息子の精子が母親の子宮に届く時　10人（2月7日、桃太郎映像出版）
- スペシャル美熟女コレクション図鑑 Vol.2（6月19日、ルビー）
- 鉄板熟女 美マダム乱交！！ 性欲が最盛期（ピーク）に達した凄すぎる美魔女が男根を貪る！！（9月7日、桃太郎映像出版）
- 性交する100人の熟女 8時間 第二巻（10月19日、ルビー）